# Robert Mittelbach

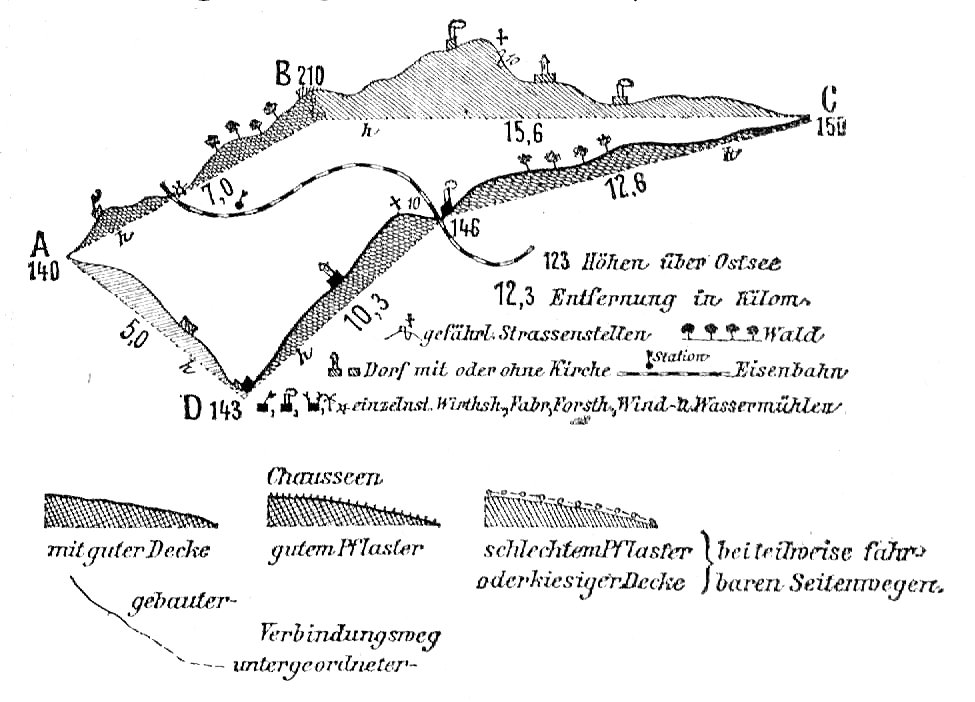
Kartenlegende in: Winke zur Orientierung über die Mittelbach'schen Strassenprofilkarten für Rad- und Motorfahrer, Sächsische Radfahrer-Zeitung, 19. Juli 1902

Robert Mittelbach (* 11. Mai 1855 in Glauchau; † 21. Februar 1916 in Radebeul) war ein deutscher Topograf und Verleger kartografischer Werke.

## Leben

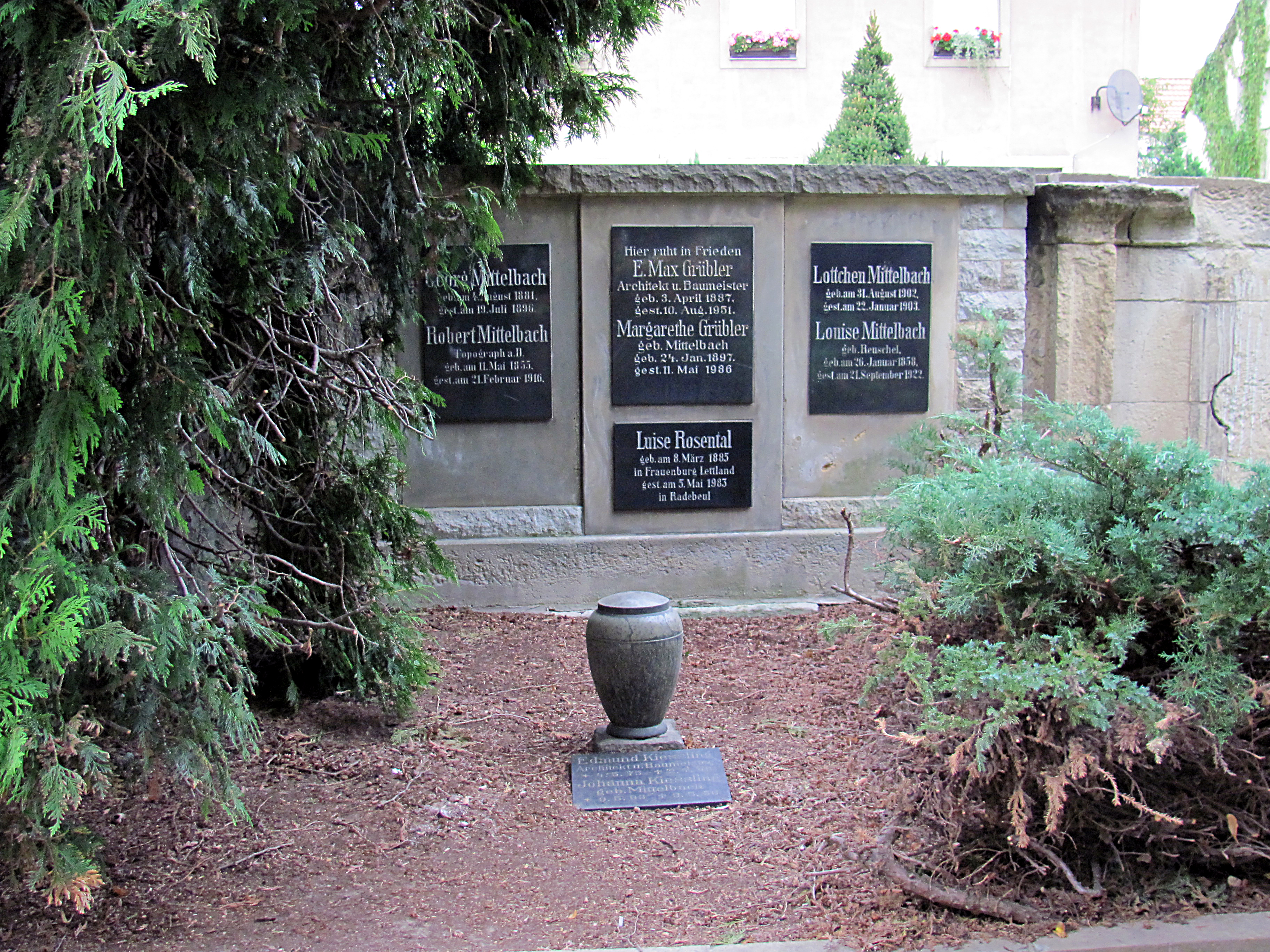
Familiengrabmal Robert Mittelbach einschließlich des verschwägerten Edmund Kießling (bei der Urne)

Mittelbach war Eigentümer der Graphischen Kunstanstalt „Globus“ Dresden-Kötzschenbroda und von der Kartograph. Anstalt R. Mittelbach, beide in Kötzschenbroda in der ehemaligen Körnerstraße 4 (heute Ludwig-Jahn-Straße 4, während die Nr. 2 von Max Mittelbach als Miteigentümer privat bewohnt wurde), sowie von Mittelbach’s Verlag in Leipzig. Die Schreibung Mittelbachs Verlag taucht in den Bibliothekskatalogen auch als Falschschreibung Mittelsbach Verlag auf. Mittelbach war Beisitzer im Hauptbezirk Dresden des Gau 21 (Sachsen) des Deutschen Radfahrer-Bunds (DRB).
Er wurde in einem Familiengrab auf dem Friedhof Radebeul-West beerdigt, in dem neben Ehefrau und Töchtern auch seine Schwiegersöhne, die Architekten und Baumeister Edmund Kießling (1875–1948) sowie Max Grübler (1887–1951), liegen. Sein Sohn Curt Mittelbach folgte ihm als Bearbeiter der Kartenwerke nach.

## Karten von Globus und Mittelbachs Verlag
Mehrere Karten wurden in der SLUB Dresden digitalisiert und werden im Virtuellen Kartenforum der Deutschen Fotothek angezeigt.
Eine detaillierte Besprechung von Mittelbach’s Strassenprofilkarten enthält der Katechismus des Radfahrsportes von 1897 in: Fünfzehntes Kapitel. Topographie und Kartographie der Radtouristik. Details und Hintergründe der Zusammenarbeit Robert Mittelbachs mit dem „Radwander-Pionier“ Gregers Nissen und den Radfahrerverbänden schildern die Autoren der 2017 erschienenen Nissen-Biografie.
Ein Gesamtkatalog aller Karten aus Robert Mittelbachs Verlagen ist bislang in öffentlichen Bibliotheken nicht nachgewiesen. Es existieren weitere Zusammenstellungen.